# Puchar Bośni i Hercegowiny w piłce siatkowej mężczyzn (2024/2025)
Puchar Bośni i Hercegowiny w piłce siatkowej mężczyzn 2024/2025 – 32. edycja rozgrywek o siatkarski Puchar Bośni i Hercegowiny (20. edycja z udziałem drużyn z Republiki Serbskiej) zorganizowana przez Związek Piłki Siatkowej Bośni i Hercegowiny (bośn. Odbojkaški savez Bosne i Hercegovine, OSBiH). Rozpoczęła się 4 lutego 2025 roku.
W Pucharze Bośni i Hercegowiny brały udział cztery kluby: finaliści Pucharu Federacji Bośni i Hercegowiny, tj. OK Napredak Odžak i HOK Domaljevac, oraz finaliści Pucharu Republiki Serbskiej, tj. OK Radnik Bijeljina i OK Borac Banja Luka. Rozgrywki składały się z półfinałów oraz finału.
Finał odbył się 8 marca 2025 roku w hali sportowej szkoły średniej im. Pere Zečevicia (bośn. Srednja škola Pere Zečevića) w Odžaku. Po raz pierwszy Puchar Bośni i Hercegowiny zdobył HOK Magic Ice Domaljevac, który w finale pokonał OK Napredak Odžak. Najlepszym zawodnikiem (MVP) finału został wybrany Azur Eminović.

## System rozgrywek
W Pucharze Bośni i Hercegowiny w sezonie 2024/2025 uczestniczyły cztery drużyny: finaliści Pucharu Federacji Bośni i Hercegowiny oraz Pucharu Republiki Serbskiej. Rozgrywki składały się z półfinałów i finału. Nie rozgrywano meczu o 3. miejsce.
Pary półfinałowe zostały utworzone według klucza:
- para 1: zdobywca Pucharu Federacji Bośni i Hercegowiny – finalista Pucharu Republiki Serbskiej,
- para 2: zdobywca Pucharu Republiki Serbskiej – finalista Pucharu Federacji Bośni i Hercegowiny.

W parach zespoły rozegrały dwumecz. Gospodarzem pierwszego meczu był finalista pucharu regionalnego, natomiast drugiego – zdobywca pucharu regionalnego. Jeżeli obie drużyny wygrały po jednym spotkaniu, o awansie decydowała liczba wygranych setów, a następnie liczba zdobytych małych punktów.
Zwycięzcy półfinałów grali jeden mecz finałowy o Puchar Bośni i Hercegowiny.

## Drużyny uczestniczące
W Pucharze Bośni i Hercegowiny w sezonie 2024/2025 uczestniczyły 4 drużyny: finaliści Pucharu Federacji Bośni i Hercegowiny oraz Pucharu Republiki Serbskiej.
| Puchar Federacji Bośni i Hercegowiny | Puchar Federacji Bośni i Hercegowiny |
| ------------------------------------ | ------------------------------------ |
| Zdobywca Pucharu                     | OK Napredak Odžak                    |
| Finalista                            | HOK Magic Ice Domaljevac             |
| Puchar Republiki Serbskiej           |                                      |
| Zdobywca Pucharu                     | OK Radnik Bijeljina                  |
| Finalista                            | OK Borac Banja Luka                  |

## Drabinka
|  |                      |                      |                      |                      |           |   |   |                |                |       |
|  | Półfinały            | Półfinały            | Półfinały            | Półfinały            | Półfinały |   |   | Finał          | Finał          | Finał |
|  | Półfinały            | Półfinały            | Półfinały            | Półfinały            | Półfinały |   |   | Finał          | Finał          | Finał |
|  |                      |                      |                      |                      |           |   |   |                |                |       |
|  |                      |                      |                      |                      |           |   |   |                |                |       |
|  | Napredak Odžak       | Napredak Odžak       | 3                    | 3                    | 6         |   |   |                |                |       |
|  | Napredak Odžak       | Napredak Odžak       | 3                    | 3                    | 6         |   |   |                |                |       |
|  | Borac Banja Luka     | Borac Banja Luka     | 0                    | 0                    | 0         |   |   |                |                |       |
|  | Borac Banja Luka     | Borac Banja Luka     | 0                    | 0                    | 0         |   |   | Napredak Odžak | Napredak Odžak | 0     |
|  |                      |                      |                      |                      |           |   |   | Napredak Odžak | Napredak Odžak | 0     |
|  |                      |                      | Magic Ice Domaljevac | Magic Ice Domaljevac | 3         |   |   |                |                |       |
|  | Radnik Bijeljina     | Radnik Bijeljina     | Magic Ice Domaljevac | Magic Ice Domaljevac | 3         | 0 | 0 | 0              |                |       |
|  | Radnik Bijeljina     | Radnik Bijeljina     |                      |                      |           |   |   | 0              |                |       |
|  | Magic Ice Domaljevac | Magic Ice Domaljevac | 3                    | 3                    | 6         |   |   |                |                |       |
|  | Magic Ice Domaljevac | Magic Ice Domaljevac | 3                    | 3                    | 6         |   |   |                |                |       |
|  |                      |                      |                      |                      |           |   |   |                |                |       |

## Rozgrywki
Godziny podane są według strefy czasowej UTC+1.

### Półfinały
| 5 lutego 2025 19:00 Źródło: | Borac Banja Luka | 0:3 (16:25, 14:25, 20:25) | Napredak Odžak | Dvorana Borik, Banja Luka Widzów: 100 Sędzia: Nikola Kozić i Admir Lolić |

| 12 lutego 2025 19:00 Źródło: | Napredak Odžak | 3:0 (25:15, 25:21, 25:10) | Borac Banja Luka | Srednja škola Pere Zečevića, Odžak Sędzia: Adnan Abadžija i Miroslav Čolić |

| Wynik dwumeczu | Napredak Odžak | 6:0 | Borac Banja Luka |  |

| 4 lutego 2025 18:00 Źródło: | Magic Ice Domaljevac | 3:0 (25:22, 25:18, 25:20) | Radnik Bijeljina | ŠC fra Martina Nedića, Orašje Widzów: 90 Sędzia: Jasmin Husejnović i Milan Nikolić |

| 11 lutego 2025 19:00 Źródło: | Radnik Bijeljina | 0:3 (19:25, 17:25, 15:25) | Magic Ice Domaljevac | Gimnazija „Filip Višnjić”, Bijeljina Widzów: 100 Sędzia: Predrag Pecikoza i Mirza Bašić |

| Wynik dwumeczu | Radnik Bijeljina | 0:6 | Magic Ice Domaljevac |  |

### Finał
| 8 marca 2025 16:00 Źródło: | Napredak Odžak | 0:3 (21:25, 19:25, 24:26) | Magic Ice Domaljevac | Srednja škola Pere Zečevića, Odžak Widzów: 900 Sędzia: Slaviša Kuzmanović i Jasmin Husejnović |